# Cabo de Sines

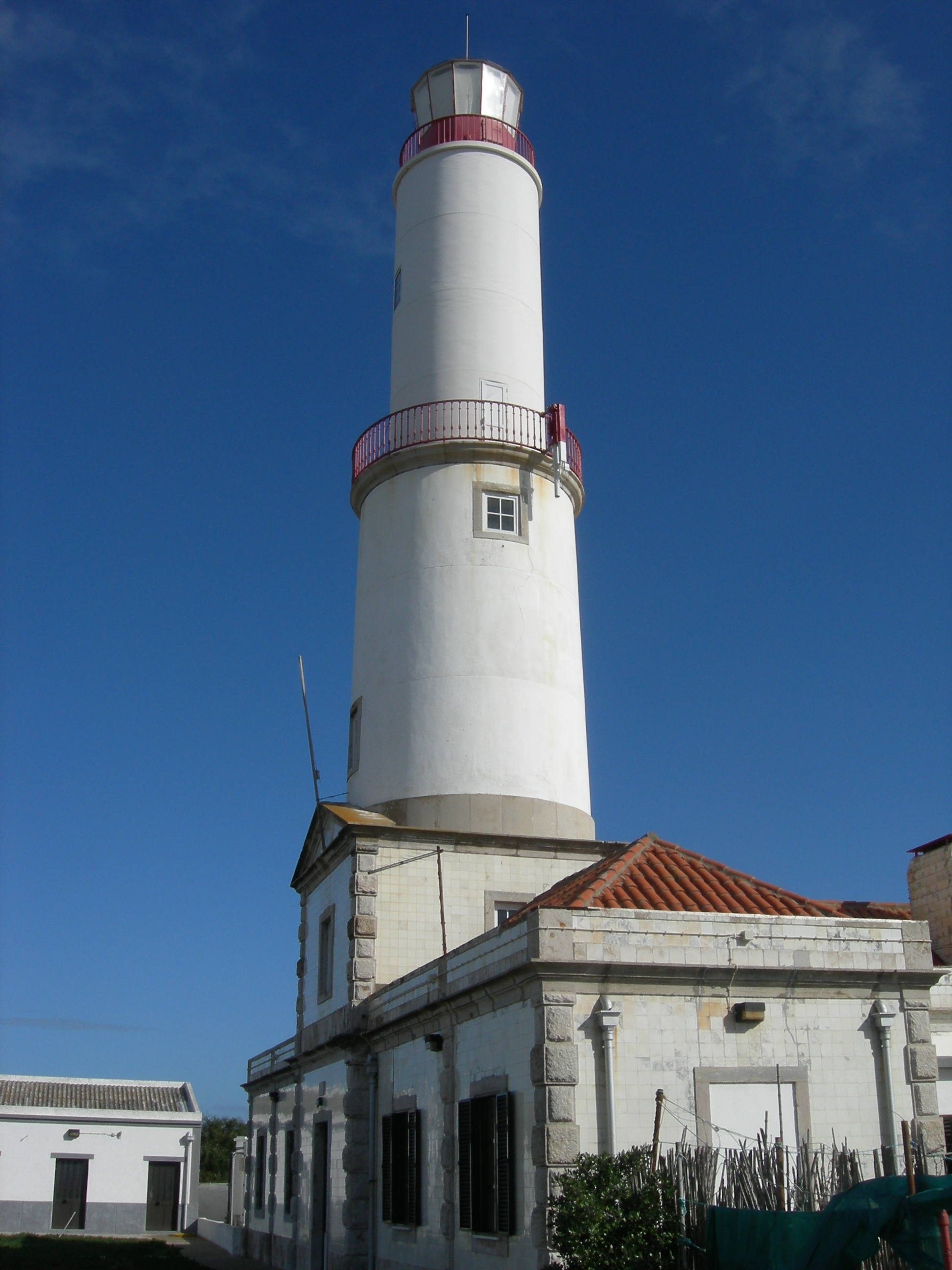
Leuchtturm am Cabo de Sines

Das Cabo de Sines ist eine Landspitze oder Kap an der südwestportugiesischen Atlantik-Küste, unweit der Stadt Sines, auf der sich ein Leuchtturm (37° 57′ 34″ N, 8° 52′ 49″ W) erhebt. Direkt neben dem Leuchtturm an der Landspitze befinden sich ein Ölhafen und eine Erdölraffinerie. 
Koordinaten: 37° 57′ 28″ N, 8° 53′ 21″ W